# Zuringuil
De zuringuil (Acronicta rumicis) is een nachtvlinder uit de familie van de nachtuiltjes. Het is een vlinder die algemeen voorkomt nabij de duinen en zandgrond in het binnenland, maar ook daarbuiten in allerlei open gebieden, tuinen en parken. De spanwijdte bedraagt tussen de 34 en 40 millimeter.
De zuringuil komt voor in heel Europa, delen van Noord-Afrika en via Azië tot in Korea en Japan. De vliegtijd loopt van eind april tot en met september.
Het is tamelijk lastig om de imago van de zuringuil van andere Acronictae-soorten te onderscheiden, karakteristiek is het opvallende witte vlekje tegen de binnenrand van de voorvleugel.

## Waardplanten
Waardplanten zijn allerlei kruidachtige en houtige planten, waaronder zuring, weegbree, duinroos, hop, braam, en zelfs ook wilg en meidoorn.

## Voorkomen in Nederland en België
De zuringuil is in Nederland en België een vrij gewone vlinder die over de hele regio verspreid voorkomt. De zuringuil vliegt in meestal twee soms drie generaties per jaar.

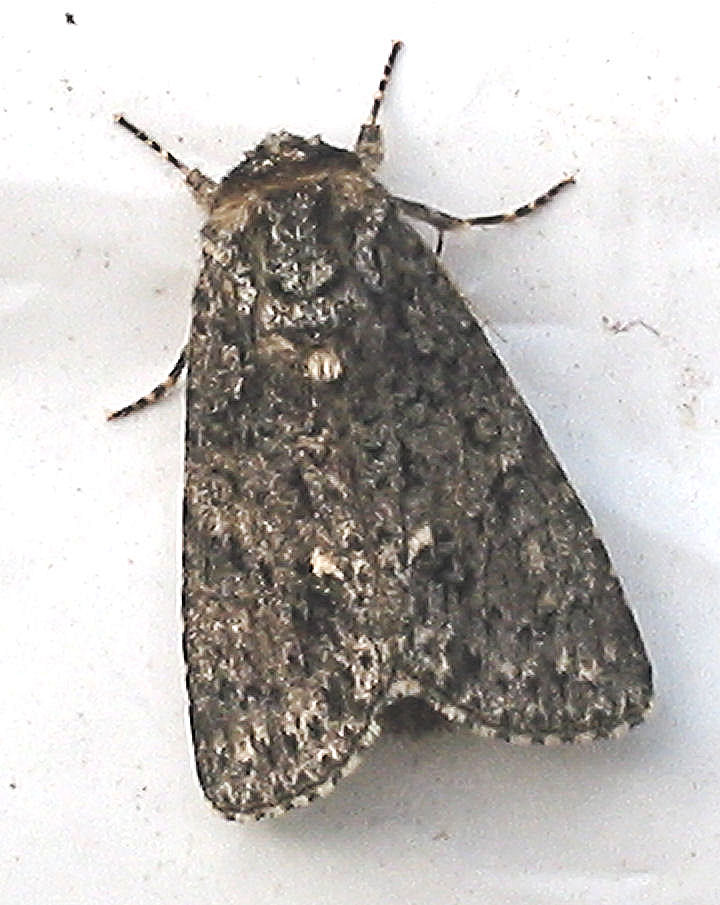
Imago
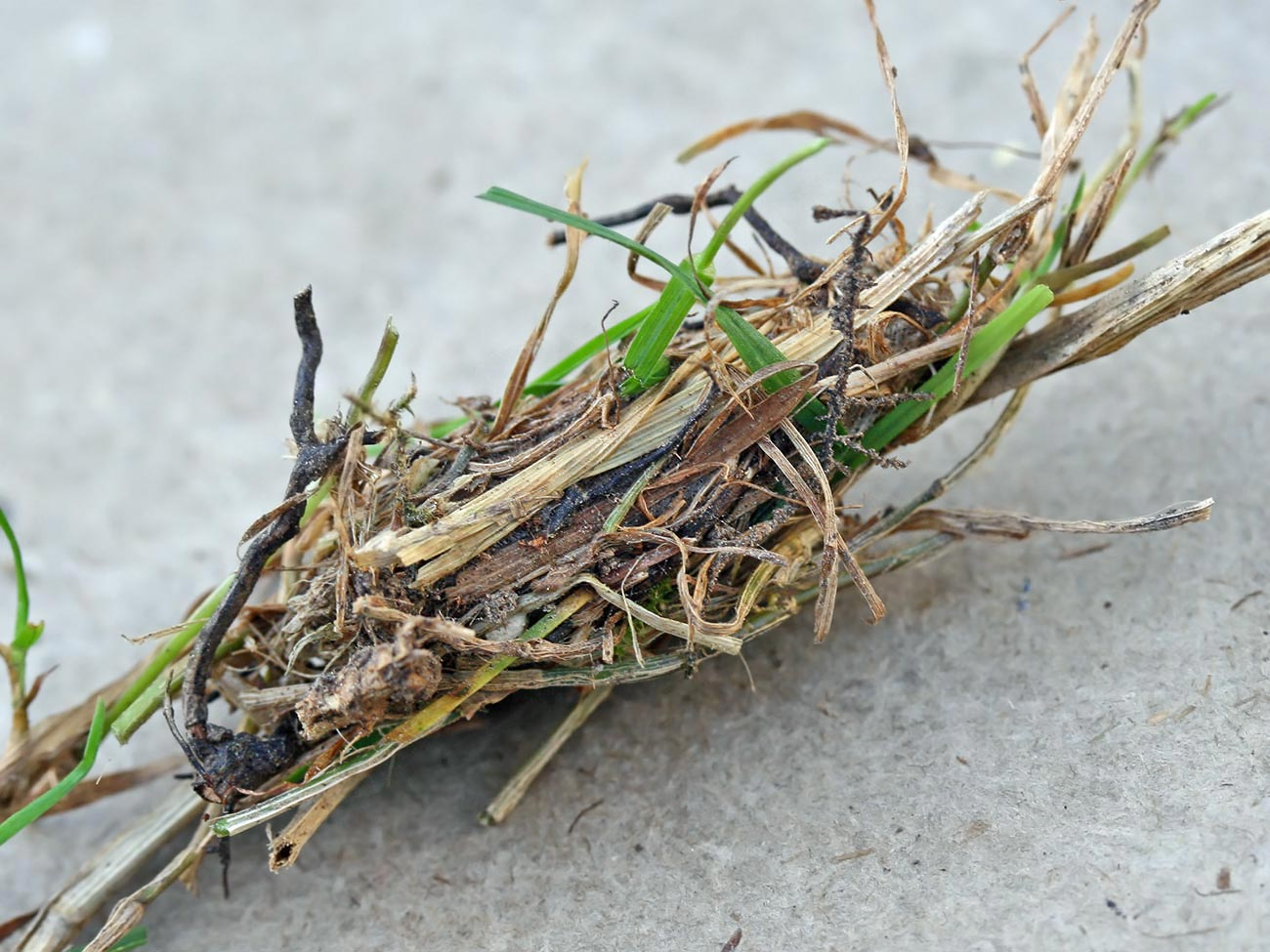
Cocon met verpoppende rups of pop